# Dadagondanahalli, Madhugiri
Dadagondanahalli là một làng thuộc tehsil Madhugiri, huyện Tumkur, bang Karnataka, Ấn Độ.